# 安娜·索羅金
安娜·索羅金（德語：Anna Sorokin，1991年1月23日—），曾經化名安娜·狄維（Anna Delvey），女，俄羅斯裔德國籍詐騙犯，於2013至2017年間冒充財產承繼人，在美國對銀行、酒店及身邊友人進行欺詐，總額達27.5萬美元。她於2019年在紐約最高法院被裁定干犯多項盜竊罪，被判處4至12年監禁，24,000美元罰款及賠償199,000美元。她的事蹟被Netflix改編為劇集《創造安娜》，在2022年2月首播。

## 外部連結
- 安娜·索羅金在互联网电影资料库（IMDb）上的資料（英文）